# Память и похвала князю Владимиру
«Память и похвала князю русскому Владимиру» (полное название «Память и похвала князю русскому Володимеру, како крестися Володимер, и дети своя крести, и всю землю Русскую от конца и до конца, и како крестися баба Володимерова Олга преже Володимера. Списано бысть Иаковом мнихом») — панегирик, одно из древнейших произведений русской литературы, созданное в XI веке (1040-е годы). Памятник сохранился в компиляции поздних списков, старший из которых 1414 года (сгорел в 1812 году) представлен в Мусин-Пушкинском сборнике, остальные 13 датируются концом XV—XVII веками.
Памятник является важным источником по истории Древней Руси, так как автор пользовался предшествующими «Повести временных лет» сводами, ранними заметками житийного характера о Владимире Святославиче и, возможно, устными преданиями. От упомянутой «Повести» «Похвала» отличается датировкой важных событий жизни Владимира.

## История и содержание

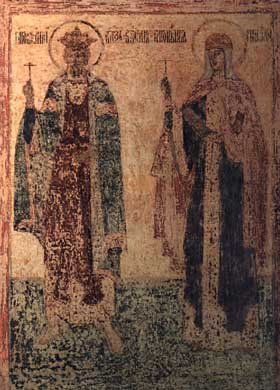
Князь Владимир и княгиня Ольга. Фреска Благовещенского собора в Кремле (до XVIII века)

Восстановить историю создания «Похвалы» сложно из-за давности её составления, сохранившейся в поздних списках (XV—XVII века). Записан памятник Иаковом Мнихом, чья личность спорна. Архиепископ Макарий (Булгаков) считал его упомянутым в «Повести временных лет» тем монахом Киево-Печерского монастыря, которому Феодосий в 1073 году хотел передать игуменство после своей смерти. Однако, такому предположению противоречат наблюдения над стилем произведений «Похвалы» и «Сказания о Борисе и Глебе».
«Для стиля Иакова характерны сложные синтаксические периоды, ритмическая организация текста. Он широко использует ассонансы, текст строится не только на созвучиях и рифмовке окончаний, но и на созвучии сходных приставок (пра-, при-, пре-, про-) и корней в словах, относящихся к разным частям речи (глагол, существительное, прилагательное, наречие)».
Текст трёхчастен:
1. Похвала Владимиру;
2. Похвальное слово Ольге, с собственным заглавием: «Похвала княгине Олги, како крестися и добре поживе по заповеди господни»;
3. Житие Владимира или Древнее житие[6] (начинается «Блаженный же князь Володимир внук Олжин крестився сам, и чада своя, и всю землю Рускую крести»).

Известна редакция Похвалы без средней части. В некоторых случаях переписывалась лишь третья часть. Оба эти вида восходят к полному тексту. В среде исследователей бытует мнение о разновременности составных частей памятника, собранных воедино (с основой «Древнего жития Владимира») в середине XIII века, либо целостности авторского произведения без компиляции. Согласно А. А. Шахматову, текст соединил два древних писания XI века о князе Владимире, куда позже вставили Похвальное слово Ольге.
Панегирик прославляет Владимира как крестителя Руси, что искупает его языческие злодеяния, и завершается перечнем походов и побед Владимира, умирающего в благочестии. Перечисление основных событий жизни Владимира представлено не в хронологическом порядке. А. А. Шахматов первым указал, что вступительная третьей части является продолжением сравнения Владимира с Константином Великим, которое иначе обрывается на описании деяний римского императора и не имеет завершения.
«Переделка текста Иакова была произведена, по-видимому, в XIV веке в Северной Руси. Редактор изменил заглавие, внёс в текст разъяснения и заголовки и в том месте, где у Иакова читалась краткая заметка об Ольге, поместил Похвальное слово Ольге. Это Похвальное слово в свою очередь не является оригинальным произведением: в нём соединены панегирик проложного типа и легендарный рассказ о гробнице Ольги в Десятинной церкви».
«Память и похвала князю Владимиру» не называет жителей Киевской Руси специальным словом, но в памятнике присутствует идея их общности в качестве «новых христиан» и подданных киевского князя, о благополучии и спасении которых заботится это правитель.